# جام جهانی اسکیت سرعت ۲۰۱۸–۱۹
جام جهانی اسکیت سرعت ۲۰۱۸–۱۹ مجموعه‌ای از شش مسابقهٔ بین‌المللیاسکیت سرعت بود که از نوامبر ۲۰۱۸ تا مارس ۲۰۱۹ برگزار شد.

## تقویم
جزئیات تقویم برنامه‌ریزی‌شدهٔ فصل
| شماره جام جهانی | مکان                        | ورزشگاه                       | تاریخ        | ۵۰۰ متر  | ۱٬۰۰۰ متر | ۱٬۵۰۰ متر | ۳٬۰۰۰ متر | ۵٬۰۰۰ متر | ۱۰٬۰۰۰ متر | استارت دسته‌جمعی | تعقیبی تیمی | سرعت تیمی |
| --------------- | --------------------------- | ----------------------------- | ------------ | -------- | --------- | --------- | --------- | --------- | ---------- | --------------- | ----------- | --------- |
| ۱               | اوبیهیرو، ژاپن              | پیست بیضی میجی هوکایدو-توکاچی | ۱۶–۱۸ نوامبر | ۲م، ۲ز   | م، ز      | م، ز      | ز         | م         |            | م، ز            | م، ز        | م، ز      |
| ۲               | توماکومای، ژاپن             | مرکز ورزشی هایلند             | ۲۳–۲۵ نوامبر | ۲م، ۲ز   | م، ز      | م، ز      | ز         | م         |            | م، ز            | م، ز        | م، ز      |
| ۳               | توماشوف مازوویتسکی، لهستان  | پیست یخ                       | ۷–۹ دسامبر   | ۲م، ۲ز   | م، ز      | م، ز      |           | ز         | م          |                 | م، ز        | م، ز      |
| ۴               | هیرن‌فین، هلند               | تیالف                         | ۱۴–۱۶ دسامبر | م، ز     | م، ز      | م، ز      | ز         | م         |            | م، ز            |             |           |
| ۵               | هامار، نروژ                 | وایکینگ‌اسکیپت                 | ۱–۳ فوریه    | ۲م، ۲ز   | م، ز      | م، ز      | ز         | م         |            |                 |             |           |
| ۶               | سالت لیک سیتی، ایالات متحده | پیست بیضی المپیک یوتا         | ۹–۱۰ مارس    | ۲م، ۲ز   | م، ز      | م، ز      | ز         | م         |            | م، ز            |             |           |
| مجموع           | مجموع                       | مجموع                         | مجموع        | ۱۱م، ۱۱ز | ۶م، ۶ز    | ۶م، ۶ز    | ۵ز        | ۵م، ۱ز    | ۱م         | ۴م، ۴ز          | ۳م، ۳ز      | ۳م، ۳ز    |

یادداشت: مسابقه‌های ۵٬۰۰۰ متر و ۱۰٬۰۰۰ متر مردان، و مسابقه‌های ۳٬۰۰۰ متر و ۵٬۰۰۰ متر زنان، همان‌طور که با رنگ‌بندی جدول مشخص شده، در قالب یک جام برگزار شده‌اند.

## رتبه‌بندی مردان
| رتبه | نام                      | امتیاز |
| ---- | ------------------------ | ------ |
| ۱    | پاول کولیژنیکف           | ۶۳۰    |
| ۲    | تاتسویا شینهاما          | ۵۹۴    |
| ۳    | هووارد هولمفیورد لورنتزن | ۴۹۸    |

| رتبه | نام            | امتیاز |
| ---- | -------------- | ------ |
| ۱    | کیالد نویس     | ۳۴۲    |
| ۲    | کای وربی       | ۳۰۴    |
| ۳    | پاول کولیژنیکف | ۳۰۳    |

| رتبه | نام         | امتیاز |
| ---- | ----------- | ------ |
| ۱    | دنیس یوشکف  | ۳۱۹    |
| ۲    | کیم مین-سوک | ۲۷۹    |
| ۳    | کیالد نویس  | ۲۷۴    |

| رتبه | نام                | امتیاز |
| ---- | ------------------ | ------ |
| ۱    | الکساندر رومیانتسف | ۳۲۲    |
| ۲    | مارسل بوسکر        | ۳۲۰    |
| ۳    | اسور لونده پدرسن   | ۳۱۷    |

| رتبه | نام            | امتیاز |
| ---- | -------------- | ------ |
| ۱    | اوم چئون-هو    | ۵۳۵    |
| ۲    | بارت سوئینگز   | ۵۰۲    |
| ۳    | روسلان زاخاروف | ۴۳۴    |

| رتبه | نام   | امتیاز |
| ---- | ----- | ------ |
| ۱    | نروژ  | ۳۱۲    |
| ۲    | روسیه | ۳۰۲    |
| ۳    | ژاپن  | ۳۰۲    |

| رتبه | نام   | امتیاز |
| ---- | ----- | ------ |
| ۱    | هلند  | ۳۳۶    |
| ۲    | نروژ  | ۳۰۴    |
| ۳    | روسیه | ۲۹۶    |

## رتبه‌بندی زنان
| رتبه | نام             | امتیاز |
| ---- | --------------- | ------ |
| ۱    | ونسا هرزوگ      | ۷۰۸    |
| ۲    | نائو کودایرا    | ۶۰۰    |
| ۳    | اولگا فاتکولینا | ۵۸۷    |

| رتبه | نام          | امتیاز |
| ---- | ------------ | ------ |
| ۱    | بریتنی بوو   | ۳۹۷    |
| ۲    | میهو تاکاگی  | ۳۱۰    |
| ۳    | نائو کودایرا | ۲۹۸    |

| رتبه | نام         | امتیاز |
| ---- | ----------- | ------ |
| ۱    | بریتنی بوو  | ۳۷۸    |
| ۲    | میهو تاکاگی | ۳۳۱    |
| ۳    | آیرین وست   | ۳۰۳    |

| رتبه | نام               | امتیاز |
| ---- | ----------------- | ------ |
| ۱    | مارتینا سابلیکووا | ۳۷۰    |
| ۲    | اسمی فیسر         | ۳۴۳    |
| ۳    | ناتالیا ورونینا   | ۳۳۵    |

| رتبه | نام                  | امتیاز |
| ---- | -------------------- | ------ |
| ۱    | کیم بو روم           | ۴۷۸    |
| ۲    | ایرنه شووتن          | ۴۵۶    |
| ۳    | فرانچسکا لویوبریجیدا | ۴۱۴    |

| رتبه | نام    | امتیاز |
| ---- | ------ | ------ |
| ۱    | ژاپن   | ۳۶۰    |
| ۲    | روسیه  | ۳۰۰    |
| ۳    | کانادا | ۲۹۰    |

| رتبه | نام   | امتیاز |
| ---- | ----- | ------ |
| ۱    | روسیه | ۳۱۴    |
| ۲    | هلند  | ۳۱۲    |
| ۳    | ژاپن  | ۳۰۸    |